# Орона, Эфраин
Эфраи́н Оро́на Сава́ла (исп. Efraín Orona Zavala; 22 февраля 1999, Чиуауа, Мексика) — мексиканский футболист, защитник клуба «Пачука», выступающий на правах аренды за клуб «Масатлан».

## Клубная карьера
Орона — воспитанник клуба «Пачука». 1 августа 2018 года в поединке Кубка Мексики против «Сантос Лагуна» Эфраин дебютировал за новую команду. 14 апреля 2019 года в матче против «Веракрус» он дебютировал в мексиканской Примере.

## Международная карьера
В 2018 году в составе молодёжной сборной Мексики Орона принял участие в Молодёжном кубке КОНКАКАФ. На турнире он сыграл в матчах против Никарагуа, Сан-Мартин, Ямайка, Гренада, Арубы, Сальвадора и США. В поединках против арубцев и гренадцев Эфраин отметился забитыми мячами.
В том же году Орона принял участие в молодёжном чемпионате мира в Польше. На турнире но сыграл в матчах против команд Японии, Италии и Эквадора.

## Достижения
Международные
 Мексика (до 20)
- Молодёжный кубок КОНКАКАФ — 2018